# سسک بیشه پالائو
سسک بیشه پالائو (نام علمی: Cettia annae) نام یک گونه از سرده سسک‌های بیشه نمادین است.